# Камышеватое (Донецкая область)
Камышева́тое (укр. Комишувате) — село на Украине, находится в Мангушском районе Донецкой области.
Код КОАТУУ — 1423983301. Почтовый индекс — 87420. Телефонный код — 6297.

## История
В 1923 г. приказом Мариупольского окрисполкома в ознаменование 6-й годовщины Октябрьской революции село Скобелево переименовано в Ворошилово. Решением Сталинского облисполкома село Ворошиловка
Першотравневого района переименовано в село Камышеватое.
В советское время в селе действовал колхоз имени Чапаева (до реорганизации — имени Кирова) Першотравневого района. В этом колхозе трудился Герой Социалистического Труда трудился бригадир Николай Васильевич Бердник.

## Население
- 1924 — 80 чел.
- 1970 — 561 чел.
- 1976 — 807 чел.
- 2001 — 844 чел. (перепись)

В 2001 году родным языком назвали:
- украинский язык — 515 чел. (61,02 %)
- русский язык — 325 чел. (38,51 %)
- греческий язык — 1 чел. (0,12 %)
- армянский язык — 1 чел. (0,12 %)
- молдавский язык — 1 чел. (0,12 %)

## Адрес местного совета
87420, Донецкая область, Мангушский район, с. Камышеватое, ул. Чапаева